# Ken Takakura
Ken Takakura (Kitakyūshū, 16 febbraio 1931 – Tokyo, 10 novembre 2014) è stato un attore giapponese.
Interprete carismatico, dallo stile di recitazione meditativo e dalla presenza scenica stoica, è stato definito "il Clint Eastwood giapponese". Soprannominato Ken-san (健さん?) dal pubblico nipponico, ha recitato in più di 200 film nel corso della sua carriera, godendo di notevole fama in patria.

## Biografia
Specializzato nei ruoli di tenebrosi e complessi antieroi, l'attore è noto anche in Occidente per aver lavorato in pellicole statunitensi come Yakuza (1975) di Sydney Pollack, accanto a Robert Mitchum, e Black Rain - Pioggia sporca (1989) con Michael Douglas, in cui interpreta probabilmente il suo ruolo più famoso, quello del commissario di polizia giapponese Matsumoto.
Takakura è inoltre uno dei pochi attori giapponesi popolari anche in Cina grazie alla sua presenza nel film Kimi yo fundo no kawa o watare (conosciuto a livello internazionale come "Manhunt"), prima pellicola straniera ad essere stata proiettata dopo la Rivoluzione culturale.
Ha lavorato in molte altre pellicole giapponesi e statunitensi, tra le quali sono degne di nota Antarctica (1985), dove è protagonista, e Non è più tempo d'eroi (1970), dove recita con Michael Caine; negli ultimi anni l'attore ha interpretato poche pellicole, tra le quali si segnala il film drammatico Mille miglia... lontano (2005) del regista cinese Zhang Yimou, dove è nuovamente protagonista.
È stato sposato dal 1959 al 1971 con Chiemi Eri.
L'attore è morto a 83 anni, per un linfoma maligno in un ospedale a Tokyo il 10 novembre 2014.
Un documentario biografico sulla vita di Takakura intitolato Ken San è stato presentato in anteprima al Festival di Cannes del 2016 e distribuito nei cinema giapponesi nell'agosto dello stesso anno. Diretto da Yuichi Hibi, il film include interviste con autori e attori tra i quali Martin Scorsese, Paul Schrader, Michael Douglas, John Woo e Yoji Yamada.

## Filmografia

### Cinema
- Denkô ryûsei karate uchi, regia di Fujio Tsuda (1956)
- Denkô karate uchi, regia di Fujio Tsuda (1956)
- Choppu sensei, regia di Eiichi Koishi (1956)
- Nippon G-men, regia di Eiichi Koishi (1956)
- Yûhi to kenjû, regia di Kiyoshi Saeki (1956)
- Haha kikaku, regia di Masamitsu Igayama (1956)
- Kenjû o suterû, regia di Eiichi Koishi (1956)
- Daigaku no Ishimatsu, regia di Eiichi Koishi (1957)
- Tajobushin, regia di Shigehiro Ozawa (1957)
- Nisshin senso fuun hiwa: Kiri no machi, regia di Yasushi Sasaki (1957)
- Aoi unabara, regia di Tsuneo Kobayashi (1957)
- Jetto-ki shutsudo: Daihyakuichi kokukichi, regia di Tsuneo Kobayashi (1957)
- Musume jûhachi goikenmuyô, regia di Kiyoshi Saeki (1958)
- Tarao Bannai: Jusan no mao, regia di Sadatsugu Matsuda (1958)
- Ren'ai jiyûgata, regia di Kiyoshi Saeki (1958)
- Kisetsufu no kanatani, regia di Hideo Sekigawa (1958)
- Hibari no hanagata tantei kassen, regia di Yasushi Sasaki (1958)
- Kibô no otome, regia di Yasushi Sasaki (1958)
- Mori to mizuumi no matsuri, regia di Tomu Uchida (1958)
- Musume no naka no musume, regia di Kiyoshi Saeki (1958)
- Do no hâjiki wa jigokû dazê, regia di Sadatsugu Matsuda (1958)

- Senpukazuku, regia di Eiichi Koishi (1959)

- Muhô gai no yarô domo, regia di Shigehiro Ozawa (1959)
- Kuroi yubi no otoko, regia di Masuichi Iizuka (1959)
- Kôdo nanasen metoru: kyôfu no yojikan, regia di Tsuneo Kobayashi (1959)
- Kêdamonô no torû michi, regia di Hideo Sekigawa (1959)
- Jigokû no sokô made tsuki auzê, regia di Shigehiro Ozawa (1959)
- Hyoryû shitaî, regia di Hideo Sekigawa (1959)

- Zoku beran me-e geisha, regia di Eiichi Koishi (1960)

- Ôinaru tabiji, regia di Hideo Sekigawa (1960)
- Zubekô tenshi, regia di Shigehiro Ozawa (1960)
- Tenka no Kaidanji Tosshin Tarô, regia di Tsuneo Kobayashi (1960)
- Zoku zoku beran me-e geisha, regia di Eiichi Koishi (1960)
- Otoko nara yattemiro, regia di Kiyoshi Saeki (1960)
- Sabaku o wataru taiyo, regia di Kiyoshi Saeki (1960)
- Ôzora no muhômono, regia di Shoichi Shimazu (1960)
- Nippatsume wa jigoku-iki daze, regia di Shigehiro Ozawa (1960)

- Tenka no Kaidanji Senpû Tarô, regia di Eijirô Wakabayashi (1961)
- Hana to arashi to gyangu, regia di Teruo Ishii (1961)
- Hibari minyo no tabi beran me e geisha Sado heiku, regia di Kunio Watanabe (1961)
- Mannen Tarô to anego shain, regia di Tsuneo Kobayashi (1961)
- Beranme Chunori-san, regia di Masamitsu Igayama (1961)
- Akuma no temari-uta, regia di Kunio Watanabe (1961)
- Saigo no kaoyaku, regia di Yasushi Sasaki (1961)
- Kashi no onna Ishimatsu, regia di Eiichi Kudô (1961)
- Boku wa jigoku no tehinshi da, regia di Shigehiro Ozawa (1961)
- Beran me-e geisha makari tôru, regia di Eiichi Koishi (1961)

- Minami taiheiyô nami takashi, regia di Kunio Watanabe (1962)
- Beran me-e geisha to Osaka musume, regia di Kunio Watanabe (1962)
- Ni-nirokushiken Daisshutsu (1962)
- Koi to Taiyo to Gang (1962)
- Komon shacho manyuki (1962)
- Minyo no tabi: Sakurajima Otemoyan (1962)
- Sanbyakurokujugoya (1962)
- Ankoku-gai saigo no hi (1962)
- Tôkyô antatchaburu (1962)
- Yumin-gai no Judan (1962)
- Uragiri mono wa jigoku daze (1962)
- Sen-hime to Hideyori (1962)

- Ankokugai no kaoyaku: juichinin no gyangu (1963)
- Tokyo aantachibiru: dasso (1963)
- Ankokugai saidai no kettô (1963)
- Miyamoto Musashi: Nitôryû kaigen (1963)
- Gyangu Chûshingura, regia di Shigehiro Ozawa (1963)
- Kyôkatsu, regia di Yûsuke Watanabe (1963)
- Theater of Life: Hishakaku, regia di Tadashi Sawashima (1963)
- Bôsu o tosê, regia di Teruo Ishii (1963)
- Bôryoku gai, regia di Tsuneo Kobayashi (1963)

- Tôkyô gyangu tai Honkon gyangu, regia di Teruo Ishii (1964)
- Miyamoto Musashi: Ichijôji no kettô, regia di Tomu Uchida (1964)
- Jakoman and Tetsu, regia di Kinji Fukasaku (1964)
- Narazumono, regia di Teruo Ishii (1964)
- Irezumi totsugekitai, regia di Teruo Ishii (1964)
- Ankokugai Main Street, regia di Umetsugu Inoue (1964)
- Nihon kyôkaku-den, regia di Masahiro Makino (1964)
- Wolves, Pigs and Men, regia di Kinji Fukasaku (1964)

- Kaoyaku, regia di Teruo Ishii (1965)
- Lo stretto della fame (Kiga kaikyō), regia di Tomu Uchida (1965)
- Nihon Kyokaku-den: naniwa-hen, regia di Masahiro Makino (1965)
- Abashiri Prison, regia di Teruo Ishii (1965)
- Nihon Kyokaku-den: kanto-hen (1965)
- Miyamoto Musashi: Ganryû-jima no kettô (1965)
- Shôwa zankyô-den (1965)
- Abashiri bangaichi: Bôkyô hen (1965)
- Abashiri bangaichi: Hokkai hen (1965)

- Shôwa zankyô-den: Karajishi botan (1966)

- Nihon Kyokaku-den: Ketto Kanda-matsuri (1966)
- Kamikaze Man: Duel at Noon (1966)
- Otoko no shôbu, regia di Sadao Nakajima (1966)
- Nihon Kyokaku-den: Kaminari-mon no Ketto, regia di Masahiro Makino (1966)
- Jigoku no okite ni asu wa nai, regia di Yasuo Furuhata (1966)
- Showa zankyo-den: Ippiki okami, regia di Kiyoshi Saeki (1966)
- Abashiri Bangaichi: Nangoku no Taiketsu, regia di Teruo Ishii (1966)
- Abashiri Bangaichi: Koya no taiketsu, regia di Teruo Ishii (1966)
- Abashiri bangaichi: Dai setsugen no taiktsu, regia di Teruo Ishii (1966)
- Abashiri bangaichi: Kettô reika 30 do, regia di Teruo Ishii (1967)
- Il tatuaggio del drago - Una cascata di sangue (Shōwa zankyō-den: Chizome no karajishi), regia di Masahiro Makino (1967)
- Abashiri bangaichi: Fubuki no tôsô, regia di Teruo Ishii (1967)

- Nihon Kyokaku-den: Shira-ha no Sakazuki, regia di Masahiro Makino (1967)
- Nihon kyokaku-den: kirikomi, regia di Masahiro Makino (1967)
- Kyokotsu ichidai, regia di Masahiro Makino (1967)
- Kyokakû no okitê, regia di Motohiro Torii (1967)
- Abashiri Bangaichi: Aku eno Chôsen, regia di Teruo Ishii (1967)
- Âa dôki no sakura, regia di Sadao Nakajima (1967)
- Nihon Kyokaku-den: Zetsuenjô, regia di Masahiro Makino (1968)
- Matanza - Il volto della morte (Kōya no toseinin), regia di Jun'ya Satō (1968)
- The Valiant Red Peony (Hibotan Bakuto), regia di Kōsaku Yamashita (1968)
- Gorotsuki, regia di Masahiro Makino (1968)

- Jinsei-gekijô: Hishakaku to kiratsune, regia di Tomu Uchida (1968)
- Gion matsuri, regia di Daisuke Itō, Tetsuya Yamanouchi (1968)
- Bakuto retsuden, regia di Shigehiro Ozawa (1968)
- Shin Abashiri Bangaichi, regia di Masahiro Makino (1968)
- Kyokaku Retsuden, regia di Masahiro Makino (1968)
- Gokuchu no kaoyaku, regia di Yasuo Furuhata (1968)

- Hibotan bakuto: Hanafuda shôbu (1968)
- Il tatuaggio del drago - Il dovere di un leone (Shōwa zankyō-den: Karajishi jingi), regia di Masahiro Makino (1969)

- Hibotan bakuto: Nidaime shûmei (1969)
- Nihon kyokaku-den: hana to ryu (1969)
- Nihon ansatsu hiroku (1969)
- Tosei-nin Retsuden (1969)
- Showa zankyo-den: Hito-kiri karajishi (1969)
- Shin Abashiri Bangaichi: Saihate no Nagare-mono (1969)
- Shin Abashiri Bangaichi: Runin-masaki no ketto (1969)
- Sengo Saidai no Toba (1969)
- Nihon jokyo-den: kyokaku geisha (1969)
- Chôeki san kyôdai (1969)
- Bakuto mujô, regia di Buichi Saitô (1969)
- Bakuto ikka, regia di Shigehiro Ozawa (1970)

- Nippon dabi katsukyu, regia di Jun'ya Satô (1970)

- Non è più tempo d'eroi (Too Late the Hero), regia di Robert Aldrich (1970)
- Il tatuaggio del drago - L'inferno è il destino dell'uomo (Shōwa zankyō-den: Shinde moraimasu), regia di Masahiro Makino (1970)

- Saigo no tokkôtai, regia di Jun'ya Satô (1970)
- Nihon kyokaku-den: Nobori Ryu (1970)
- Yukyo-retsuden (1970)
- Sutemi no Narazu-mono (1970)
- Shin Abashiri Bangaichi: Fubuki no Hagure Okami (1970)
- Shin Abashiri Bangaichi: Dai Shinrin no Ketto (1970)
- Nihon jokyo-den: makka na dokyo-bana (1970)

- Nihon yakuza-den: Sôchiyô e no michi (1971)
- Gorotsuki mushuku, regia di Yasuo Furuhata (1971)
- The Man (1971)
- Shin Abashiri Bangaichi: Fubuki no Dai-Dassou (1971)
- Showa zankyo-den: hoero karajishi (1971)
- Shin abashiri bangaichi: Arashi yobu shiretoko-misaki (1971)
- Nihon kyokaku-den: Dosu (1971)
- Nihon jokyo-den: ketto midare-bana (1971)

- Junko intai kinen eiga: Kantô hizakura ikka (1972)
- Shin abashiri bangaichi: arashi yobu danpu jingi (1972)
- Showa zankyo-den: Yabure-gasa (1972)
- Bokyo Komori-uta (1972)
- Bakuchi-uchi Gaiden (1972)
- Gendai ninkyô-shi (1973)
- Golgo 13, regia di Jun'ya Satō (1973)
- Yamaguchi-gumi Sandaime, regia di Kōichi Saitō (1973)

- San-daime Shumei, regia di Shigehiro Ozawa (1974)
- The Homeless, regia di Kōichi Saitō (1974)
- Yakuza (The Yakuza), regia di Sydney Pollack (1974)

- Nihon ninkyo-do: gekitotsu-hen, regia di Kôsaku Yamashita (1975)
- Daidatsugoku, regia di Teruo Ishii (1975)
- The Bullet Train, regia di Junya Sato (1975)
- Kobe Kokusai Gang, regia di Noboru Tanaka (1975)

- Yasagure Keiji, regia di Yûsuke Watanabe (1976)
- Kimi yo fundo no kawa o watare, regia di Jun'ya Satō (1976)
- Mount Hakkoda, regia di Shirō Moritani (1977)
- Il fazzoletto giallo (Shiawase no kiiroi hankachi), regia di Yōji Yamada (1977)
- Fuyu no hana, regia di Yasuo Furuhata (1978)
- Never Give Up, regia di Junya Sato (1978)
- Dōran, regia di Shirō Moritani (1980)
- A Distant Cry from Spring, regia di Yoji Yamada(1980)
- Station, regia di Yasuo Furuhata (1981)
- Keiji monogatari, regia di Yûsuke Watanabe (1982)
- Kaikyô, regia di Shirô Moritani (1982)
- Antarctica (Nankyoku monogatari), regia di Koreyoshi Kurahara (1983)
- Izakaya Chōji, regia di Yasuo Furuhata (1983)
- Yasha, regia di Yasuo Furuhata (1985)
- Umi e, regia di Koreyoshi Kurahara (1988)
- Black Rain - Pioggia sporca (Black Rain), regia di Ridley Scott (1989)
- Aun, regia di Yasuo Furuhata (1989)
- Campione per forza (Mr. Baseball), regia di Fred Schepisi (1992)
- 47 Ronin, regia di Kon Ichikawa (1994)

- See You, regia di Koreyoshi Kurahara (1998)
- Railroad Man, regia di Yasuo Furuhata (1999)
- The Firefly, regia di Yasuo Furuhata (2001)

- Mille miglia... lontano (Qiānlǐ zǒu dān qí), regia di Zhang Yimou (2005)
- Dearest, regia di Yasuo Furuhata (2012)

## Doppiatori italiani
Nelle versioni in italiano nelle opere in cui ha recitato, Ken Takakura è stato doppiato da:
- Michele Kalamera in Yakuza, Campione per forza
- Vittorio Di Prima in Antarctica
- Romano Ghini in Black Rain - Pioggia sporca
- Stefano De Sando in Mille miglia... lontano